# Jättemarskgräs
Jättemarskgräs (Spartina cynosuroides) är en gräsart som först beskrevs av Carl von Linné, och fick sitt nu gällande namn av Albrecht Wilhelm Roth. Enligt Catalogue of Life ingår Jättemarskgräs i släktet marskgräs och familjen gräs, men enligt Dyntaxa är tillhörigheten istället släktet marskgräs och familjen gräs. Arten förekommer tillfälligt i Sverige, men reproducerar sig inte. Inga underarter finns listade i Catalogue of Life.